# Arizona State Route 75
Die Arizona State Route 75 ist eine State Route im US-Bundesstaat Arizona, die in Nord-Süd-Richtung verläuft und gehört zu den kürzeren Highways in Arizona.
Die State Route beginnt am U.S. Highway 191 und an der Arizona State Route 78 südlich von Clifton in Three Way und endet nahe Duncan am U.S. Highway 70. Auf ihren 31 Kilometern trifft sie auf die Orte Sheldon, Apache Grove und York.